# 十文字陽亮
十文字 陽亮（じゅもんじ ようすけ、1999年11月26日 - ）は、岩手県二戸市出身のアイスホッケー選手。ポジションはフォワード。愛称はもんじ。

## 経歴
岩手県二戸市生まれ。中学2年との時に兄が青森県八戸市の高等学校に進学したのを機に移住。慶應義塾高等学校に進学したのを機に神奈川県横浜市へ移住。内部進学で慶應義塾大学に進学。大学2年の時からアイスホッケー指導者としても活動した。
2022-23年シーズンは東京都社会人リーグの東京ヴァンガーズでプレー。並行して、アジアリーグアイスホッケーの横浜GRITSのスタッフとしても勤務。
2023-24年シーズンはドイツ4部リーグでプレーし、優勝も経験している。

## 人物
2歳上の兄がおり、その兄の影響で4歳からアイスホッケーを始めた。
小学生1年生から中学校1年までサッカーもプレーしていた。サッカーは走るが大変な上にアイスホッケーと比較してスピード感に欠けるため、アイスホッケーに専念した。
大学4年時に北京オリンピックが開催されたのを機にアイスホッケーに関するブログを開設。2023年に海外に挑戦したのを機にYouTubeチャンネルを開設し、YouTuberとしての活動も開始した。
趣味は将棋。YouTubeをよく見ており、ABEMA Prime、企画系YouTuber、将棋の開設動画、ゲーム実況を好む。ラジオ鑑賞が好きで中でも「オードリーのオールナイトニッポン」を好む。その他にも音楽鑑賞が好きで、好きなアーティストは米津玄師、キタニタツヤ、秋山黄色、くじら、神山羊、ぬゆり、ヨルシカ、ヒトリエ、LAMP IN TERREN、Dios、indigo la Endを好む。